# Libertyfartyg
Libertyfartyg var en amerikansk fartygstyp som utvecklades under andra världskriget. Fartygen massproducerades 1941–1945 för att frakta styckegods och torrlast. 

## Historik
Fartygen producerades på 18 olika amerikanska skeppsvarv, och totalt byggdes 2 710 exemplar av typen. De var på 14 245 ton med en lastkapacitet på 10 856 dwt dödvikt. Farten var 11 knop. Konstruktionen gjorde att fartygen kunde byggas på cirka 40 dagar, i betydande utsträckning av kvinnliga svetsare utan tidigare yrkeserfarenhet. Den snabbast genomförda slutmonteringen tog 4 dygn och 15 timmar, ett hittills oslaget rekord inom skeppsbyggeriet.

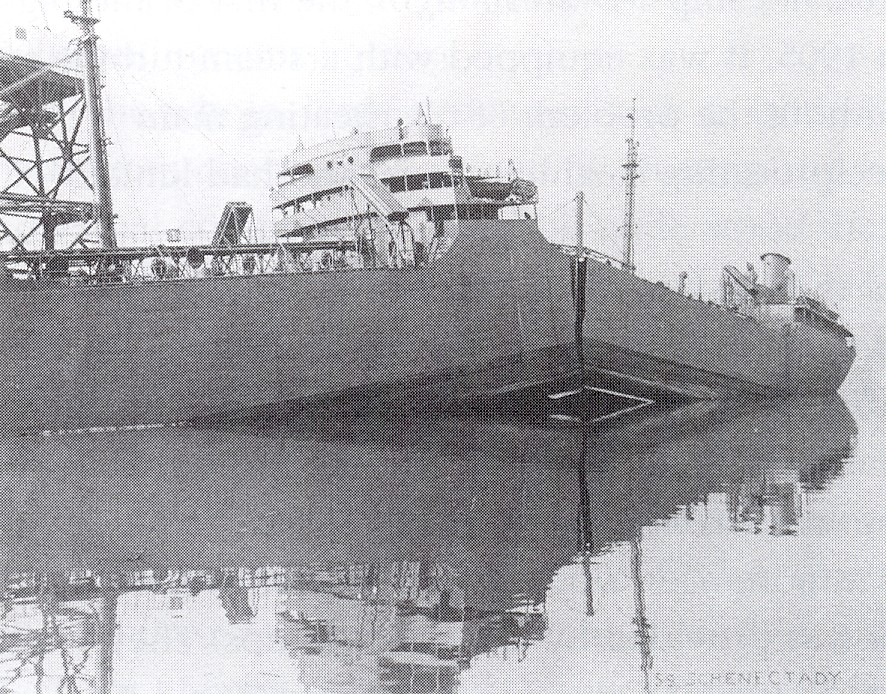
T2-tankern Schenectady, plötsligt och oväntat sönderbruten i två delar klockan 11 på kvällen den 16 januari 1943 när fartyget låg vid varvets utrustningskaj i Portland, Oregon, USA. Haveriet skedde på grund av en kombination av kallt väder och otillräcklig seghet i den svetsade konstruktionen.

Beväpningen utgjordes av en 4 tums modifierad luftvärnskanon för u-båtsbekämpning. Trots att cirka 200 Libertyfartyg sänktes genom krigshandlingar, förmådde fartygen genom sitt stora antal att vidmakthålla ett enormt godsflöde till Storbritannien och andra allierade. 
Industrimannen Henry J. Kaiser (1882–1967) var den person, som mest bidrog till organisationen av dessa epokgörande fartygsbyggen.
Parallellt med bygget av Libertyfartygen byggdes även 490 stycken T2 tankfartyg. Mot slutet av kriget byggdes även 534 amerikanska och 300 kanadensiska Victoryfartyg med hastigheten 16 knop och betydligt bättre beväpning. Endast ett fåtal av dessa snabbare och bättre utrustade fartyg torpederades och sänktes.

### Haverier
Den snabba produktionstakten möjliggjordes genom användning av nyutvecklad teknik för sammanfogning med elektrisk bågsvetsning istället för traditionell sammanfogning med nitar. Bristande erfarenhet av och kunskap om den nya produktionsmetoden ledde till att fartygens svetsskarvar fick låg brottseghet, och ledde till flera spektakulära och plötsliga haverier, särskilt vid kall väderlek.
Ett särskilt omtalat haveri var T2-tankern Schenectady, som plötsligt och oväntat bröts itu i två delar den 16 januari 1943 när det nybyggda fartyget efter sin jungfruprovtur låg i hamn vid utrustningskajen vid varvet för slutligt färdigställande. Vid tillfället var temperaturen i havet nära fryspunkten och några minusgrader i luften, och kombinationen av låg temperatur, låg brottseghet i svetsar samt en konstruktion som gav lokala spänningskoncentrationer orsakade haveriet.
I denna månad, januari 1943, skedde totalt cirka 20 liknande haverier, men då många av dessa haverier skedde ute till havs dröjde det innan klarhet kunde nås angående haveriorsak. Tack vare att Schenectady låg i hamn kunde hon flyttas till torrdocka där skadorna kunde inspekteras och sedan repareras. Förändringar gjordes i konstruktionen så att ogynnsamma spänningskoncentrationer kunde undvikas, vilket så småningom kraftigt minskade antal skador och haverier.

## Bevarande fartyg

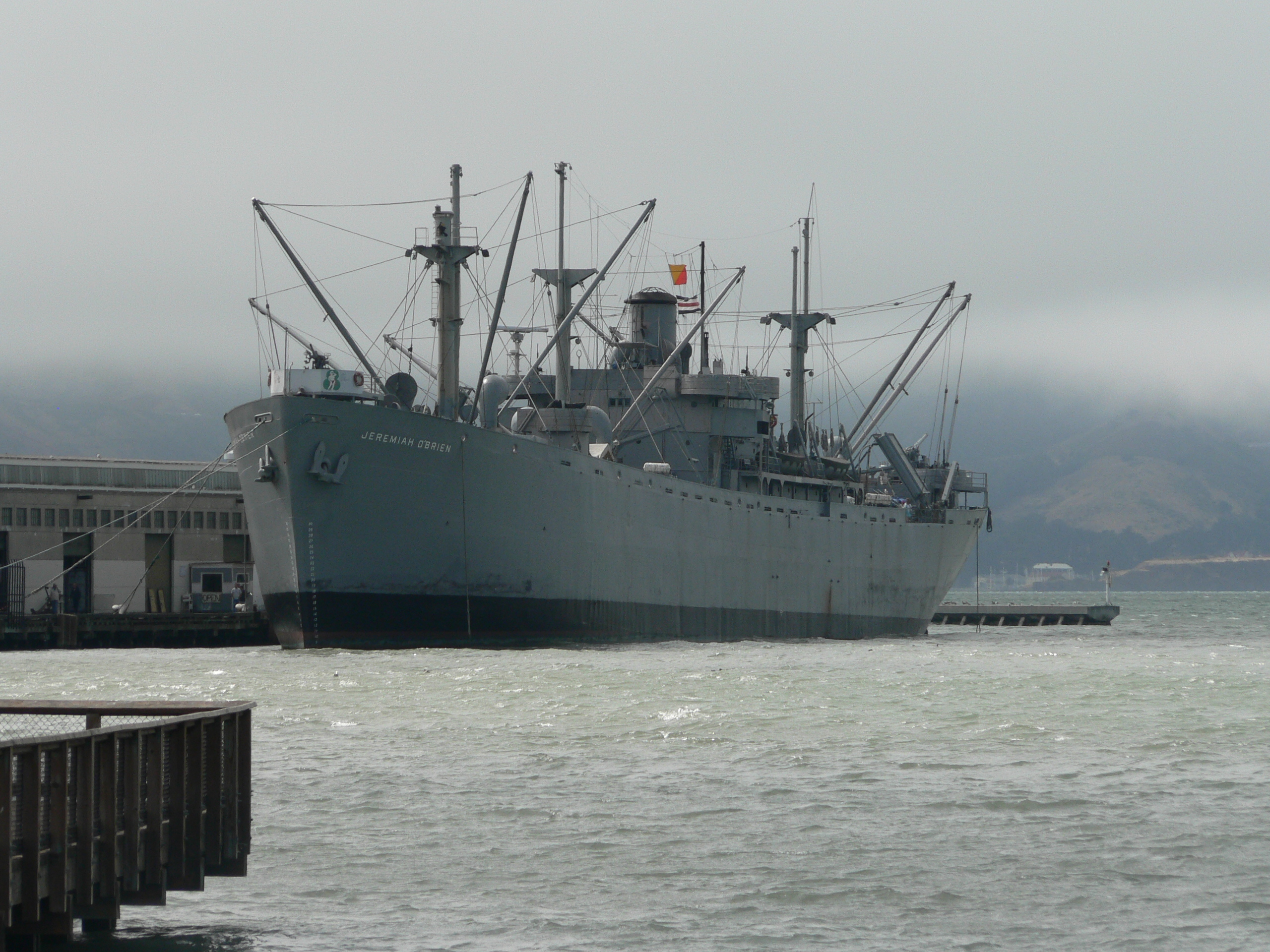
SS Jeremiah O'Brien, museifartyg i San Francisco.
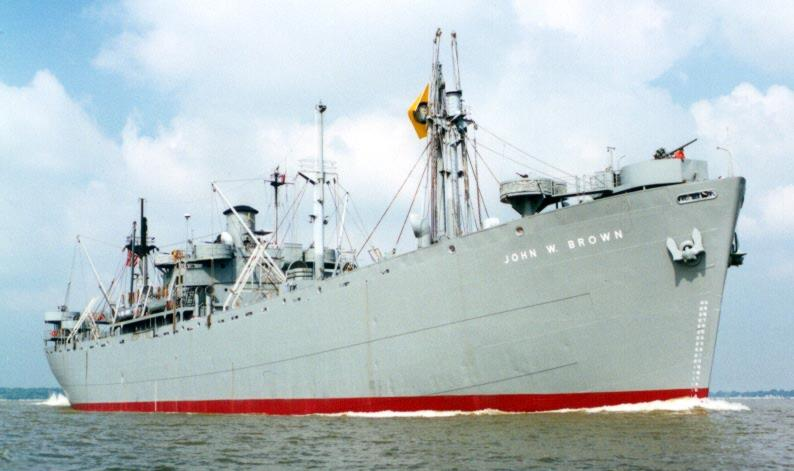
SS John W. Brown, museifartyg i Baltimore.
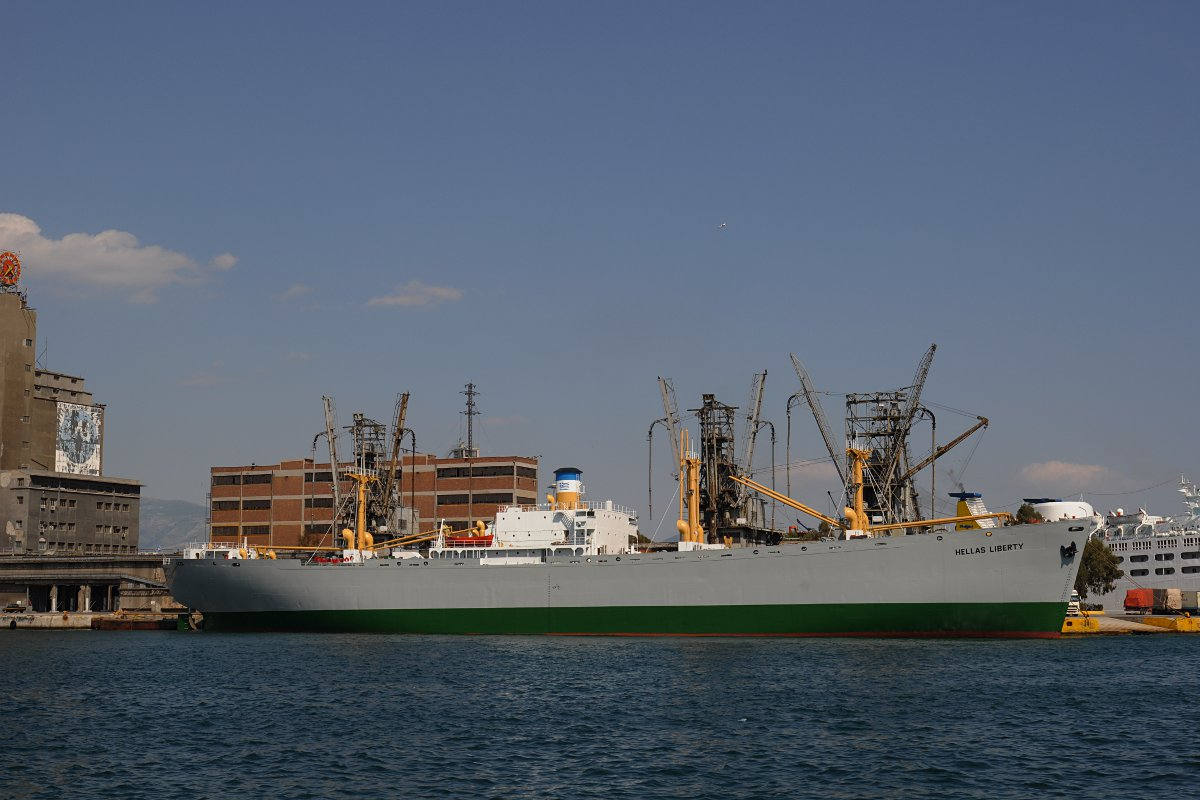
SS Hellas Liberty, museifartyg i Pireus.